# 철가방 우수 씨
"철가방 우수 씨"는 대한민국의 영화로 2011년 9월에 중국집 배달원에서 버는 월 70만 원으로 어린이들에게 기부 활동을 하다 교통사고로 사망한 김우수의 일생 이야기를 소재로 한 영화이다. 이 영화는 주연배우 최수종을 비롯해서 재능기부로 제작되었다.

## 캐스팅
- 최수종 : 김우수 역
- 기주봉 : 중국집 왕 사장 역
- 이수나 : 금단 역
- 이미지 : 춘옥 역
- 김정균 : 동일 역
- 장태은 : 배 마담 역
- 김광식 : 표 검사 역
- 권영찬 : 강 팀장 역
- 안계범 : 순용 역
- 오지헌 : 동선 역
- 조영완 : 윤민 역
- 최우빈 : 철수 역
- 신귀식 : 노신사 역
- 전병철 : 우수 담임 역
- 이한솔 : 방장 역
- 이병욱 : 성당신부 역
- 이유하 : 나이트클럽 아가씨 1 역
- 윤희 : 나이트클럽 아가씨 2 역
- 김민승 : 흥수  역
- 김영철 : 흥수 패거리 1 역
- 박관주 : 흥수 패거리 2 역
- 송주경 : 미령 역
- 이태훈 : 의찬 역
- 한유주 : 아람 역
- 김지홍 : 재권 역
- 황성아 : 성아 역
- 정민아 : 길자 역
- 김지윤 : 지나 역
- 송단아 : 다나 역
- 이훈성 : 정 대리 역
- 임효순 : 미스 조 역
- 임선우 : 미스 신 역
- 김민수 : 증권사 남직원 역
- 이재환 : 증권사 남직원 역
- 이철희 : 종현 역
- 최동엽 : 부지점장 역
- 황도원 : 보험사 여직원 역
- 정정문 : 보험사 남직원 역
- 조라용 : 재단 남직원 역
- 신서현 : 재단 여직원 역
- 조정현 : 경찰서 형사 역
- 김태우 : 망치 역
- 박상태 : 사형수 역
- 이종신 : 교도소직원 역
- 박진수 : 교도관 역
- 최영락 : 죄수 1 역
- 조근영 : 죄수 2 역
- 손종환 : 사채업자 역
- 이우미 : 작은마담 역
- 이후성 : 웨이터 역
- 홍재성 : 병원 원무과장 역
- 유지현 : 간호사 역
- 강빛 : 어린 우수 역
- 김두현 : 큰 준구 역
- 신영규 : 어린 준구 역
- 양혜경 : 큰 준숙 역
- 김영주 : 어린 준숙 역
- 김정연 : 큰 지은 역
- 김소정 : 어린 지은 역
- 김삼수 : 캠핑장 캠핑객 역
- 이성숙 : 캠핑장 캠핑객 역
- 김보희 : 캠핑장 캠핑객 역
- 김동희 : 캠핑장 캠핑객 역
- 김대희 : 캠핑장 캠핑객 역
- 김동희 : 서울역 어깨 1 역
- 강승호 : 서울역 어깨 2 역
- 박승현 : 서울역 어깨 3 역
- 김승찬 : 서울역 아이 1 역
- 유수민 : 서울역 아이 2 역
- 백건우 : 어린 학생 1 역
- 박민수 : 어린 학생 2  역
- 김수미 : 동일 어머니 역 (특별출연)
- 윤지영 : 뉴스앵커 역 (특별출연)